# Jamides anops
Jamides anops is een vlinder uit de familie van de Lycaenidae. De wetenschappelijke naam van de soort is voor het eerst gepubliceerd in 1891 door Doherty.